# Andrej Alekszandrovics Romanov orosz herceg
Andrej Alekszandrovics orosz herceg (oroszul: Князь Андрей Александрович Романов; Szentpétervár, 1897. január 12./24. – Faversham, 1981. május 8.) orosz herceg, az Orosz Cári Hadsereg tisztje, angliai orosz emigráns.

## Élete
Andrej Alekszandrovics herceg 1897 januárjában jött világra a Téli Palotában Alekszandr Mihajlovics nagyherceg és Kszenyija Alekszandrovna nagyhercegnő második gyermekeként, egyben első fiaként. Szülei között távoli unokatestvéri kapcsolat állt fenn, mindkettejüknek közös őse volt I. Miklós cár. Noha Andrej Alekszandrovics édesanyja III. Sándor cár leánya volt, gyermekei kivétel nélkül csupán hercegi címet viseltek, mivel apai ágról a nagyapjuk nem volt cár.
A herceg és testvérei gyermekként sok időt töltöttek Franciaországban és a család kedvelt krími palotájában. Szülei hamar zátonyra futott házassága ellenére boldog gyermekkorban volt részük; az év nagy részében Alekszandr Mihajlovics a kormányt kritizáló nézetei miatt a szülőföldjüktől távol, a francia Biarritzban éltek. „Andruskája nagy, egészséges fiú, de még mindig elég csúfocska; kérlek, nehogy elmondd ezt az anyjának” – írta  Andrej hercegről nagybátyja, II. Miklós cár. A herceget és fivéreit kiskorukban magántanítók oktatták; idősebb lévén Andrej Alekszandrovics apja hivatását választotta, és ő is a haditengerészet kötelékeibe lépett.
Az első világháború, majd az azt követő forradalom alatt Andrej herceg szüleivel a Krímre menekült. A bolsevikok hatalomra jutását követően a cári család tagjait üldözték, legtöbbjüket letartóztatták és kivégezték. Azok a családtagok, akik biztonságot kerestek, a Krímbe szöktek Marija Fjodorovna anyacárnéhoz. Andrej herceg édesapja és felesége társaságában 1918 decemberének elején hagyta el hazáját a britek által értük küldött HMS Forsythe fedélzetén. A herceg ugyancsak édesapjával vett részt a párizsi békekonferencián; míg édesanyja és testvérei csak 1919 elején jutottak ki Oroszországból.
Andrej Alekszandrovics herceg a forradalom ideje alatt, öccsei és unokatestvére, Roman Petrovics herceg bátorítására a családi palota magánkápolnájában 1918. június 12-én nőül vette Donna Elisabetta Ruffo dei Duchi di Sasso-Ruffo dei Principi di Sant’ Antimo hercegnőt (1886/87–1940). Az orosz földön Jelizaveta Fabricijevna néven ismert hercegnő egy olasz arisztokrata, Don Fabrizio di Sasso-Ruffo herceg és az orosz Natalja Alekszandrovna Mescserszkaja hercegnő leányaként született. Az ifjú pár együtt menekült el a bolsevikok elől Alekszandr Mihajlovics nagyherceggel. A házasságból három gyermek származott:
- Kszenyija Andrejevna Romanova hercegnő (1919. március 10. – 2000. október 22.), gyermektelenül halt meg
- Mihail Andrejevics Romanov herceg (1920. november 15. – 2008. szeptember 22.[3]), háromszor nősült, gyermektelenül halt meg
- Andrej Andrejevics Romanov herceg (1923. január 21. – 2021. november 28.[4]), háromszor nősült, művész.

Jelizaveta Fabricijevnánál az 1930-as évek végén rákot diagnosztizáltak. A hercegné 1940. október 29-én halt meg a második világháború során, mikor a házaspár londoni otthonát német bombatalálat érte. Andrej Alekszandrovics herceg két évvel később másodszor is megházasodott. 1942. szeptember 21-én a polgári származású Nadine Sylvia Ada McDougallt (1908–2000), egy brit katonatiszt leányát vette feleségül. Hitvesét 1951. május 7-én a magát címzetes orosz cárnak tekintő Vlagyimir Kirillovics nagyherceg a Romanovszkaja hercegnéi rangra emelte. A pár egy kenti házban telepedett le, mely arról volt nevezetes, hogy egykoron a Fekete Herceg használta vadászkastélyként. Andrej Alekszandrovics hercegnek és Nadine Sylviának egyetlen leánya született:
- Olga Andrejevna Romanova hercegnő (1950. április 8. –).

Andrej Alekszandrovics herceg 1981. május 8-án halt meg favershami birtokán. Négy gyermekétől összesen nyolc unokája van. Második fia, Andrej Andrejevics 1954-ben amerikai állampolgárságot kapott.